# تلویزیا پولسکا ۱
ت. فائو. پ یِدِن (لهستانی: TVP1) با نام کامل تلویزیا پولسکا ۱ اصلی‌ترین شبکهٔ تلویزیونی عمومی تلویزیا پولسکا، پخش‌کننده ملی لهستان است. این شبکه نخستین شبکهٔ لهستانی بود که پخش شد و امروزه یکی از محبوب‌ترین‌ها باقی مانده است. TVP1 در ۲۵ اکتبر ۱۹۵۲ راه‌اندازی شد.
از مجموعه‌های پخش‌شده از این شبکه می‌توان به سریال‌های تلویزیونی طایفه، پدر متیو، کمیسر رکس و تاج پادشاهان اشاره کرد.